# Frederico Leopoldo da Prússia
Frederico Leopoldo da Prússia (Joaquim Carlos Guilherme Leopoldo Príncipe da Prússia, em alemão: Joachim Karl Wilhelm Friedrich Leopold Prinz von Preußen), (14 de novembro de 1865 - 13 de setembro de 1931) foi um filho do príncipe Frederico Carlos da Prússia e da princesa Maria Ana de Anhalt-Dessau.

## Família
Frederico Leopoldo era o filho mais novo e único varão nascido da união entre o príncipe Frederico Carlos da Prússia e a princesa Maria Ana de Anhalt-Dessau. Todas as suas irmãs se casaram com membros importantes da realeza. A sua irmã mais velha, a princesa Maria da Prússia, casou-se com o príncipe Henrique dos Países Baixos, a sua irmã Isabel Ana casou-se com o grão-duque Frederico Augusto II de Oldemburgo e a sua irmã Margarida casou-se com o príncipe Artur, duque de Connaught, filho da rainha Vitória do Reino Unido.
Os seus avós paternos eram o príncipe Carlos da Prússia e a princesa Maria de Saxe-Weimar-Eisenach e os seus avós maternos eram o duque Leopoldo IV de Anhalt-Dessau e a princesa Frederica Guilhermina da Prússia.

## Casamento e descendência
No dia 24 de junho de 1889, Frederico Leopoldo casou-se com a sua prima em segundo-grau, a princesa Luísa de Schleswig-Holstein. Juntos tiveram quatro filhos:
- Vitória Margarida da Prússia (17 de abril de 1890 - 9 de setembro de 1923), casada com o príncipe Henrique XXXIII Reuss de Köstritz; com descendência;
- Frederico Sigismundo da Prússia (17 de dezembro de 1895 - 27 de julho de 1927), casado com a princesa Maria Luísa de Schaumburg-Lippe; com descendência;
- Frederico Carlos da Prússia (6 de abril de 1893 - 6 de Abril de 1917), morto em combate durante a Primeira Guerra Mundial; sem descendência;
- Frederico Leopoldo da Prússia (17 de agosto de 1895 - 27 de novembro de 1954); sem descendência.